# Eois occia
Eois occia är en fjärilsart som beskrevs av Druce 1892. Eois occia ingår i släktet Eois och familjen mätare. Inga underarter finns listade i Catalogue of Life.